# كشكول (ديالى)
كشكول هي قرية في ناحية قرة تبة في قضاء كفري شمال شرق محافظة ديالى في جمهورية العراق. كشكول شمال شرق مدينة بعقوبة، وبينهما 100 كيلومتر.